# Stora Höjen
Stora Höjen este o arie protejată (arie specială de conservare — SAC, sit de importanță comunitară — SCI) din Suedia întinsă pe o suprafață de 39,4 ha, integral pe uscat.

## Localizare
Centrul sitului Stora Höjen este situat la coordonatele 58°27′28″N 13°44′20″E / 58.4577°N 13.7388°E.

## Înființare
Situl Stora Höjen a fost declarat sit de importanță comunitară în decembrie 1998 pentru a proteja un număr necunoscut de specii din flora spontană și fauna sălbatică aflate în arealul zonei. Situl a fost protejat și ca arie specială de conservare în martie 2011.

## Biodiversitate
Situată în ecoregiunea boreală, aria protejată conține 5 habitate naturale: Taiga vestică, Cursuri de apă de la nivel de câmpie la nivel montan, cu vegetație Ranunculion fluitantis și Callitricho-Batrachion, Păduri fino-scandinave bogate în ierburi cu Picea abies, Păduri pe pante, grohotișuri și ravene de Tilio-Acerion, Păduri caducifoliate de mlaștină fino-scandinave.
La baza desemnării sitului se află un număr nedeclarat de specii protejate.